# И-Сен-Рош
И-Сен-Рош (фр. Ids-Saint-Roch) — коммуна во Франции, находится в регионе Центр. Департамент — Шер. Входит в состав кантона Шатле. Округ коммуны — Сент-Аман-Монтрон.
Код INSEE коммуны — 18112.

## География
Коммуна расположена приблизительно в 240 км к югу от Парижа, в 135 км южнее Орлеана, в 45 км к югу от Буржа.
По территории коммуны протекает река Арнон.

## Население
Население коммуны на 2008 год составляло 310 человек.
| 1962 | 1968 | 1975 | 1982 | 1990 | 1999 | 2008 |
| ---- | ---- | ---- | ---- | ---- | ---- | ---- |
| 331  | 433  | 400  | 342  | 298  | 276  | 310  |

## Экономика

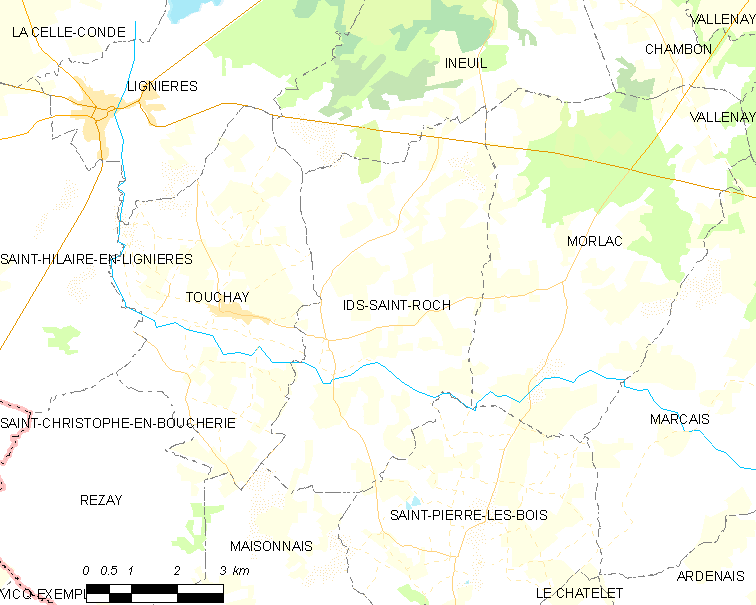
Карта коммуны

Основу экономики составляет сельское хозяйство.
В 2007 году среди 173 человек в трудоспособном возрасте (15-64 лет) 121 были экономически активными, 52 — неактивными (показатель активности — 69,9 %, в 1999 году было 65,3 %). Из 121 активных работали 109 человек (62 мужчины и 47 женщин), безработных было 12 (6 мужчин и 6 женщин). Среди 52 неактивных 16 человек были учениками или студентами, 17 — пенсионерами, 19 были неактивными по другим причинам.

## Достопримечательности
- Церковь Сен-Мартен-э-Сен-Рош (XII век). Исторический памятник с 1926 года[3]